# Pierre Bottero
Pour les articles homonymes, voir Bottero.
Œuvres principales
- La Quête d'Ewilan
- Les Mondes d'Ewilan
- Le Pacte des Marchombres
- L'Autre
- Les Âmes croisées
- A comme Association (avec Erik L'Homme)
- Tour B2, mon amour
- Zouck

Pierre Bottero, né le 13 février 1964 à Barcelonnette, dans les Basses-Alpes, et mort le 8 novembre 2009 à Aix-en-Provence, est un écrivain français de littérature jeunesse, dont les œuvres principales appartiennent au genre de la fantasy.

## Biographie
Pierre Bottero naît le 13 février 1964 à Barcelonnette. Très jeune, il vient habiter en Provence, une région qu'il ne quittera plus. Il dit d'ailleurs qu'il serait incapable de se passer du soleil, du mistral et des cigales. Il découvre jeune la littérature fantasy et fantastique à travers l'œuvre de J. R. R. Tolkien et les univers de Farmer, Zelazny, Howard, Bradley, Moorcock, Leiber, et bien d'autres grands maîtres magiciens. Il cite volontiers l'impact de ces lectures sur son imagination, voire sur sa personnalité, avant d'ajouter qu'il n'a pas l'impression d'inventer quoi que ce soit. Marié et père de famille, il a deux filles.
Il exerce pendant vingt ans la profession d'instituteur avant de se consacrer entièrement à l'écriture à partir de 2001. Grand amateur de littérature française, convaincu du pouvoir de l'imagination et des mots, il a toujours rêvé d'univers différents, de dragons et de magie.
Il publie ses premiers textes chez Flammarion, dont Amies à vie, son premier livre. C'est chez Rageot qu'est éditée en grand format la saga d'Ewilan, une double trilogie dont la réputation grandit par bouche-à-oreille puis sur Internet : en cinq ans, il vend 1 million d'exemplaires de ces six livres et du premier tome de la trilogie suivante, Le Pacte des Marchombres. Il publie ensuite une autre trilogie, toujours en heroic fantasy, L'Autre, puis la série A comme Association. 
Pierre Bottero décède à l'âge de quarante-cinq ans d'un accident de moto, le dimanche 8 novembre 2009, aux alentours de sept heures du soir, après avoir perdu le contrôle de son véhicule dans un virage entre Lambesc et Rognes,,. Ses deux derniers livres, Le chant du Troll et Les Âmes croisées, sont publiés après sa mort.

## Œuvres

### Livres liés à l'univers de Gwendalavir (de près ou de loin)
- La Quête d'Ewilan, trilogie qui réunit D’un monde à l’autre, Les Frontières de glace et L'Île du destin, tous illustrés par Jean-Louis Thouard, Rageot, 2003 : nouvelle édition en 2006 dans la collection Rageot poche, 2006 ; réédition en 1 volume : La Quête d'Ewilan : l'intégrale, Rageot, 2010
- Les Mondes d'Ewilan, suite des titres précédents, trilogie qui réunit La Forêt des captifs, L'Œil d'Otolep et Les Tentacules du mal, illustrés par Jean-Louis Thouard., Rageot, 2004-2005 ; nouvelle édition en 3 volumes, Rageot, coll. Rageot poche, 2007 ; nouvelle édition en 1 volume : Les Mondes d'Ewilan : l'intégrale, Rageot, 2010
- L'Autre, trilogie qui réunit Le Souffle de la hyène, Le Maître des tempêtes et La Huitième Porte, Rageot, 2006-2007 ; réédition en 3 volumes, Rageot, coll. Rageot poche, 2009 ; Hachette jeunesse, coll. Le Livre de poche jeunesse, 2012 (3 volumes)
- Le Pacte des Marchombres, trilogie qui réunit Ellana, Ellana l'envol et Ellana la prophétie, illustrés par Jean-Louis Thouard, Rageot, 2006-2008 ; réédition en 3 volumes, Rageot, coll. Rageot poche, 2010 ; nouvelle édition en 1 volume : Le Pacte des Marchombres : l'intégrale, Rageot, 2012
- Les Âmes croisées, Rageot, 2010 ; Hachette Jeunesse, coll. Le livre de poche jeunesse, 2011 - (Œuvre posthume)
- Le Chant du troll, roman graphique, avec Gilles Francescano, Rageot, 2010 - (Œuvre posthume)
- Isayama, album, illustrations Jean-Louis Thouard, Milan, 2007

#### Spéculation dans l'appartenance desAigles de Vishan Lourau cycle
Certains classements communautaires incluent dans ce cycle Les Aigles de Vishan Lour, notamment à cause d'une similitude onomastique : AnOcour (ville des Aigles de Vishan Lour) et AnkNor (ville des Âmes Croisées). Cette similitude peut laisser penser que Les Aigles de Vishan Lour se déroule le monde de Nawel (Les Âmes Croisées), Jurilan, et que AnOcour est l’une des 12 villes connues ce monde avec AnkNor, PorLahn et RinkJar. Il est également pointé que Les Aigles de Vishan Lour serait la seule œuvre de Fantasy (au sens strict, excluant le merveilleux et le Fantastique) de Pierre Bottero qui ne serait pas dans le cycle, et enfin que l'oeuvre se rapproche thématiquement et stylistiquement du Pacte des Marchombres.

### Autres œuvres
- Amies à vie, Père Castor-Flammarion, coll. Castor poche, 2001 ; coll. Flammarion jeunesse, 2001
- Le Garçon qui voulait courir vite, Père Castor-Flammarion, coll. Castor poche, 2002 ; Flammarion jeunesse, 2001
- Un galop pour Tsina. Mon cheval, mon destin, Père Castor-Flammarion, coll. Castor poche, 2002 ; Flammarion jeunesse, 2001
- Un galop pour Tsina, 2 : Un cheval en Irlande, Père Castor-Flammarion, coll. Castor poche, 2003
- Fils de sorcières, Rageot, coll. Cascade, 2003 ; coll. Romans, 2006
- Zouck, Flammarion, coll. Tribal, 2004
- Tour B2, mon amour, Flammarion, coll. Tribal, 2004
- Les Aigles de Vishan Lour, illustrations Armel Gaulme, dans Je Bouquine, n° 261, Bayard Jeunesse, 2005, p. 12-54
- Princesse en danger, Rageot, 2006
- Le voleur de chouchous, illustrations Claire Delvaux, Rageot, 2009
- Météorite, illustrations Vincent Wagner, Rageot, 2009
- A comme Association, avec Erik L'Homme - Les Limites obscures de la magie (II) / Le Subtil Parfum du soufre (IV) ; Gallimard Jeunesse, 2010-2012 (œuvre posthume)
- Les Aigles de Vishan Lour, Rageot, 2019 - (œuvre posthume)

## Prix littéraires
Liste établie à partir de la fiche auteur de la BNF.
- 2004 : prix des Dévoreurs de livres (Libraire L'Oiseau Lire, Evreux, Eure), pour Le Garçon qui voulait courir vite
- 2004 : prix littéraire de la citoyenneté (établissements scolaires Maine et Loire) pour Le Garçon qui voulait courir vite
- 2004 : prix Plaisirs de lire (Yonne), pour La Quête d'Ewilan. D'un monde à l'autre
- 2005 : livre d'or des jeunes lecteurs de Valenciennes, pour Fils de sorcières
- 2005 : roseau de Trignac pour La Quête d'Ewilan
- 2006 : prix des collégiens de la ville de Vannes, pour Tour B2, mon amour
- 2006 : prix J'ai lu, j'élis (Angers), pour Tour B2, mon amour
- 2006 : prix Handi-livres jeunesse, pour Le Garçon qui voulait courir vite
- 2007 : prix départemental des collégiens de l'Hérault, pour Le Pacte des Marchombres
- 2007 : prix Frissons du Vercors pour L'Autre, le souffle de la hyène
- 2007 : prix de la ville de Cherbourg-Octeville, pour Zouck
- 2008 : prix Ados Ille-et-Vilaine, pour L'Autre, le souffle de la hyène
- 2008 : prix Paille en Queue[13] du Salon du Livre jeunesse de l'océan Indien, pour Le pacte des Marchombre 1 : Ellana
- 2011 : prix Imaginales des collégiens (Epinal), pour Les Âmes croisées

## Reconnaissance
- Sa maison d'édition Rageot lui décerne le label d'auteur culte[14].
- En 2013, le ministère de l'Éducation nationale  français place Le voleur de chouchous sur sa liste de lectures de référence pour le cycle 2 (CP-CE2)[15].
- En 2016, le ministère de l'Éducation nationale français place Le garçon qui voulait courir vite sur sa liste de lectures de référence pour le cycle 4 (spécifiquement pour la classe de 5e), ainsi que D'un monde à l'autre, tome 1 de la Quête d'Ewilan (classe de 5e)[16].
- En 2016, le ministère de l'Éducation nationale français place Tour B2 mon amour sur sa liste de lectures de référence pour le cycle 4 (spécifiquement pour la classe de 4e)[16] puis en 2021 sur sa liste de "Lectures pour les collégiens" destinée à inciter à la lecture[17].

## Hommage
- La médiathèque de Pélissanne, inaugurée le 18 mai 2019, porte le nom de Pierre Bottero[18],[19]
- Créé par la médiathèque de Meyzieu (Rhône) en 2015, à l’occasion de la deuxième édition du festival Les Oniriques, festival bisannuel dédié aux cultures de l'imaginaire, le Prix Pierre Bottero est un prix littéraire décerné par les adolescents de l’Est lyonnais à un roman des littératures de l’imaginaire[20].